# Willem Pijper
Willem Pijper (Zeist, 8 settembre 1894 – Leidschendam, 18 marzo 1947) è stato un compositore olandese.

## Biografia
Nacque in un ambiente strettamente calvinista. Suo padre, che a volte suonava i salmi accompagnandosi con l'armonium, lo iniziò alla tastiera quando aveva 5 anni. Così Willem scoprì il significato delle note e cominciò a comporre semplici melodie. Prese poi delle regolari lezioni di pianoforte facendo notevoli progressi.

Di famiglia povera, ricevette l'istruzione primaria a casa, fino a 13 anni, poi, nel 1912, dopo tre anni di ginnasio, entrò nell'Accademia di Utrecht, dove imparò composizione da Johan Wagenaar e superò gli esami nel 1915. A parte gli insegnamenti di Wagenaar, egli, come compositore, fu interamente autodidatta.

Negli anni seguenti si esibì in alcuni concerti per piano, ma la sua attività di critico ebbe un'importanza ben maggiore. Alla fine della Prima Guerra Mondiale divenne infatti il critico musicale del "Utrecht Dagblad". Nel 1926, assieme a Paul F. Sanders, fondò il periodico "De Muziek" al quale contribuì con diversi articoli e saggi. Due raccolte dei suoi scritti furono pubblicate da Querido con i titoli: De Quintencirckel  e  De Stemvork.

Fu professore al conservatorio di Amsterdam nel 1925, quindi, nel 1930, fu chiamato a dirigere il conservatorio di Rotterdam, dove seppe dare nuove energie e motivazioni a studi e ricerche. Durante la Seconda Guerra Pijper lavorò molto ad una nuova opera (la sua seconda) il " Merlijn", la cui storia si rifà alle leggende di Re Artù. Si applicò a questo progetto per più di sei anni, perché non considerava mai completato il lavoro, e infatti l'opera restò incompiuta. Nel 1946 si ammalò gravemente, eppure sin nelle sue ultime settimane di vita ebbe ancora la forza e la passione di riscrivere l'orchestrazione del Concerto per violino. Morì il 18 marzo del 1947 a 53 anni.

## La sua musica
Musicista di grande intelligenza e sensibilità, fu certamente influenzato da compositori come Gabriel Fauré e Claude Debussy, ma si aprì ben presto agli sviluppi determinati nella musica contemporanea da Stravinskij e da Schönberg.

Pijper è stato un compositore prevalentemente politonale, passando dall'atonalità alla politonalità, alla monotonalità.  Alcuni Autori, peraltro, lo definiscono più spiccatamente atonale. La differenza di stile fra la sua prima Sinfonia (Pan), in cui è evidente l'influenza di Gustav Mahler, e la seconda Sinfonia è, a questo proposito, eloquente.

Dal 1919 la musica di Pijper può essere definita realmente politonale e il suo senso del contrappunto fece evolvere il suo stile armonico in tale direzione. Egli rimase comunque un compositore di forte carattere emozionale, come testimonia la sua terza Sinfonia del 1926. 

Dal 1918 al 1922 divenne uno dei compositori più avanzati d'Europa ed è certamente stato il vero pioniere della rinascita musicale olandese. In ogni nuovo lavoro, infatti, egli compiva un ulteriore passo di affinamento, partendo dalla sua concezione secondo cui ogni opera artistica nasce da un certo numero di "cellule-germe" (qualcosa di assai simile a ciò che Igor Stravinski chiamava "prima cellula tecnica").
Come docente, Pijper ebbe una grande influenza sulla musica contemporanea olandese. Furono suoi allievi: Kees van Baaren, Hans Henkemans,  Guillaume Landré, Van Lier, e molti altri.

## Opere
Musica sinfonica:
- Sinfonia n.1 Pan, 1917
- Sinfonia n.2, 1921
- Sinfonia n.3, 1926
- 6 Epigrammi sinfonici, 1928
- 6 Adagio per orchestra, 1940
- Concerto per violino e orchestra, 1939
- Concerto per violoncello e orchestra, 1937
- Concerto per pianoforte e orchestra, 1927

Musica da camera:
- Settetto per flauto, oboe, clarinetto, corno inglese, fagotto, corno, controfagotto e piano, 1920
- Sestetto per flauto, oboe, clarinetto, fagotto, corno e piano, 1923
- Fantasia per flauto, oboe, clarinetto, fagotto, corno e piano, 1927, su Phantasie für eine Spieluhr di W. A. Mozart.
- Quintetto per flauto, oboe, clarinetto, fagotto e corno, 1929
- Quartetto per archi n. 1, 1914
- Quartetto per archi n. 2, 1920
- Quartetto per archi n. 3, 1923
- Quartetto per archi n. 4, 1928
- Quartetto per archi n. 5, 1946
- Quattro pezzi antichi per 3 violini e violoncello, 1923
- Trio per flauto, clarinetto e fagotto, 1927
- Trio n. 1 per violino, violoncello e piano, 1914
- Trio n. 2 per violino, violoncello e piano, 1921
- Sonata per flauto e pianoforte, 1925
- Sonata n. 1 per violino e piano, 1919
- Sonata n. 2 per violino e piano, 1922
- Sonata n. 1 per violoncello e piano, 1919
- Sonata n. 2 per violoncello e piano, 1924
- Sonata per violino solo, 1931
- Passapied per carillon, 1916

Musica per pianoforte solista:
- De Boufon, Het Patertje Langs den Kant, Scharmoes per piano 1926. Della serie "Folk Dances of the World"
- Sonata per piano, 1930
- Sonata per 2 pianoforti, 1935
- Sonatina per piano n. 1, 1917
- Sonatina per piano n. 2, 1925
- Sonatina per piano n. 3, 1925
- Tema e 5 variazioni per piano, 1913
- Tre Aforismi per piano, 1915

Musica per coro:
- La fille morte dans ses amours da "Deux ballades de Paul Fort", 1921
- Le marchand de sable geork 1 e 2, da "Deux ballades de Paul Fort", 1934
- Chanson: Réveillez-vous piccars,  1933
- De Lente Komt (René de Clercq), 1917
- Op den Welfstoel (René de Clercq), 1918
- Heer Danielken, 1925
- Heer Halewijn, 1920
- Vanden Coning van Castilien, 1936

Musica vocale con accompagnamento strumentale:
- Fêtes Galantes (Paul Verlaine), 1916
- Hymne (Pieter Cornelis Boutens), 1943
- Canzoni da  "The Tempest" di W. Shakespeare, 1930
- Die Nächliche Heerschau (Carl Löwe), 1943
- Romances sans paroles. C'est le chien de Jean de Nivelle (Paul Verlaine), 1921

Musica per voce e pianoforte:
- Allerseelen (H. von Gilm), 1914
- Douwdeuntje (René de Clercq), 1916
- Fêtes Galantes (Paul Verlaine), 1916
- Two songs on Ancient Dutch Texts, 1923
- Quattro canzoni (Bertha de Bruyn), 1916
- La Maumariée, 1920
- Huit Noëls de France, 1919
- Acht oud-Hollandsche liederen, prima serie 1924
- Acht oud-Hollandsche liederen, seconda serie 1935
- Oud-Hollandsche minneliederen, 1942
- Vieilles chansons de France, 1946
- Twee Wachterliederen, 1934
- Zestiende-eenwsch Marialied, 1929

Musiche di scena:
- Antigone (Sofocle- Balthazar Verhagen), 1926
- Le Baccanti (Euripide - Verhagen), 1924
- I Ciclopi (Euripide - Verhagen), 1925
- Fetonte, of Reuckelose Stoutheit (Joost van den Vondel), 1937
- La tempesta (William Shakespeare), 1930

Opere liriche:
- Halewijn. Dramma sinfonico in 9 scene, 1934
- Merlijn (incompiuta). Dramma sinfonico in 3 atti su libretto di Simon Vestdijk,  1946